# Germiston
Germiston ist eine Stadt in der südafrikanischen Provinz Gauteng.

## Geographie
Germiston liegt etwa zehn Kilometer östlich von Johannesburg. Die Stadt ist seit 1999 Teil der Metropolgemeinde Ekurhuleni, in der die zuvor eigenständigen Kommunen des East Rand, des östlichen Teils des Witwatersrand, zusammengefasst wurden. 2011 hatte Germiston 255.863 Einwohner.

## Geschichte

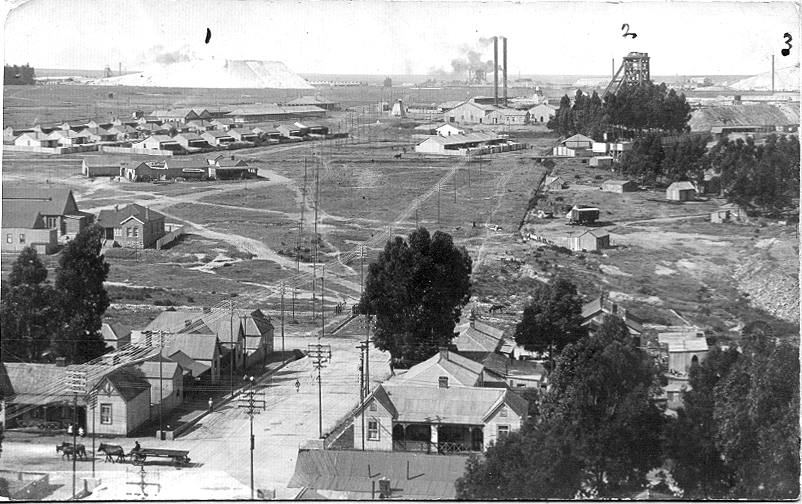
Blick von Germiston auf die Goldminen etwa 1900, Nr. 2 ist die Simmer East Mine

Germiston entstand ab 1886 als Bergarbeitersiedlung für die Firma The Simmer & Jack Gold Mining Co. Ltd. August Simmer und John Jack hatten als Eigentümer eines Ladens am Lake Chrissie die Hälfte der Farm Elandsfontein des Farmers Johan Georg Meyer in Zahlung genommen. Kurz nach den Goldfunden im späteren Johannesburg wurde auch auf Elandsfontein Gold gefunden. Nach der Firmengründung 1887 wurde Germiston als geplante Siedlung angelegt und nach dem Geburtsort von John Jack in Schottland benannt. Auf dem zweiten Teil der ehemaligen Farm entstand die heutige Nachbarstadt Alberton.
Germiston wurde 1903 zur Gemeinde und 1950 zur Stadt. In Germiston befinden sich der größte Eisenbahnknotenpunkt Südafrikas, eine Rennstrecke namens WesBank Raceway und die Rand Refinery (gegründet 1921), die größte Goldscheideanstalt der Welt. Germiston ist seit 2000 der Sitz der Verwaltung der Metropolgemeinde City of Ekurhuleni. Das Verwaltungsgebäude des Regierungsbezirkes heißt nach dem Stadtgründer August Simmer Building.

## Söhne und Töchter der Stadt
- Stanley Skewes (1899–1988), Mathematiker
- Andries du Plessis (1910–1979), Stabhochspringer
- Ted Grant (1913–2006), trotzkistischer Politiker und Autor
- Edwin Thacker (1913–1974), Leichtathlet
- Bobby Locke (1917–1987), erster international erfolgreicher Golfer Südafrikas
- Helen Suzman (1917–2009), Anti-Apartheidsaktivistin
- Doug Serrurier (1920–2006), Automobilrennfahrer
- Syd Luyt (1925–2010), Marathonläufer
- Sydney Brenner (1927–2019), britischer Biologe, Genetiker und Nobelpreisträger
- Henry Loubscher (* 1936), Boxer
- Oliver Kraas (* 1975), Skilangläufer
- Hestrie Cloete geb. Storbeck (* 1978), Hochspringerin und zweimalige Weltmeisterin
- John Smith (* 1990), Ruderer und Olympiasieger 2012
- Joshua Maurer (* 1996), kanadischer Skispringer
- Cheswill Johnson (* 1997), Weitspringer